# Kostel svaté Anny (Žarošice)
Kostel svaté Anny je římskokatolický chrám v Žarošicích v okrese Hodonín. Je chráněn jako kulturní památka České republiky.
Jde o farní kostel farnosti Žarošice a významné mariánské poutní místo.

## Historie
První písemná zmínka o farním kostele pochází ze dne 6. června 1326. V roce 1510 a 1634 kostel vyhořel. Kostel byl značně poničen i při drancování Švédy v roce 1645 a Turky v roce 1663 a 1683. Začátkem 18. století byl kostel zbořen a postaven nový, který byl 9. srpna 1731 posvěcen.
V sousední obci Silničná bylo od počátku 14. století významné poutní místo.  Roku 1785 byla ze Silničné do žarošického kostela přenesena socha Staré Matky Boží a od té doby se všechny poutě konaly zde. Dne 28. června 1797 vypukl v Žarošicích velký požár, který zničil nejen kostel a faru, ale i větší část Žarošic. Nový kostel byl postaven v letech 1800–1801. 

## Popis
Kostel se skládá z obdélníkového trojlodí, hranolové věže jsou vtažené do průčelí a z pravoúhle uzavřeného kněžiště. Průčelí se středním rizalitem je členěno shodně bočními stěnami lodi. Věž s pultovými štíty je po stranách dělena římsou. V průčelí se nachází pravoúhlý portál s kamenným ostěním, nad ním je v nice umístěna drobná kamenná socha sv. Anny. Boční vchody jsou obdélníkové s kamenným ostěním s obíhající lištou. Loď kostela je osvětlena třemi páry obdélníkových oken s půlkruhovými odsazenými oblouky. Ve střední lodi jsou také tři páry arkád do bočních lodí na masivních zděných pilířích. Nad hlavním vchodem je umístěna zděná kruchta na třech arkádách, otevřena v patře opět třemi arkádami s plochými pilastry. 
Socha Panny Marie je vysoká 142 cm, pochází z roku 1325 a je vyřezána z jednoho kusu dřeva. Při své návštěvě Svatého Kopečku u Olomouce 21. května 1995 sochu korunoval papež Jan Pavel II.
V roce 1967 bylo u kostela vybudováno prostranství pro místní poutě. Události z dějin poutního místa jsou vyobrazeny ve výklencích obvodové zdi. Před kostelem jsou barokní sochy sv. Josefa, Pavla, Rocha a sousoší sv. Anny a Jana Nepomuckého. Novodobá je socha sv. Petra. Za kostelem na prostranství se nachází 14 kapliček s mozaikami křížové cesty od Antonína Kloudy z Prahy.
Hlavní pouť se zde koná druhou sobotu v září.